# Daniela Dessìová
Daniela Dessìová, nepřechýleně Dessì (14. května 1957, Janov — 20. srpna 2016, Brescia) byla italská operní pěvkyně – lyrická a spinto sopranistka.

## Pěvecká kariéra
Zpěv vystudovala na Parmské konzervatoři a následně také na sienské Accademia Chigiana. Poté, co v roce 1980 vyhrála první cenu mezinárodní soutěže pořádané televizí RAI, zaznamenala debut v Pergolesiho komické opeře Služka paní. Následně zpívala v zahraničních operních domech pod taktovou dirigentů jakými jsou Riccardo Muti, Claudio Abbado či James Levine.
Sezónu 2008–2009 zahájila Toscou ve Florencii, kde dávala stejný přídavek „Vissi d'arte“ jako padesát dva let před ní Renata Tebaldiová. Poté pokračovala na Verdiho scéně v Terstu, představeními Adriana Lecouvreur v Palermu a Děvčeti ze Západu v Seville,. Ve varšavské opeře hrála v Manon Lescaut, v Hannoveru účinkovala v Madam Butterfly a konečně ve Veroně se představila v Aidě. Sezónu zakončila barcelonským nastudováním Turandot.
Sezónu 2009–2010 otevřela lednovým recitálem v milánské opeře La Scala.

## Ocenění
- Premio Flaviano Labó (2010)
- Premio Operaclick (2009)
- Premio Città di Varese (2009)
- Premio Myrta Gabardi (2009)
- Pentagramma d'Oro Comune di Marnate (2009)
- Premio Abbiati (2008)
- Regina della Lirica dalla Associazione Tiberini a San Lorenzo in Campo (2007)
- Premio Le Muse (2007)
- Premio Zenatello Arena di Verona
- Premio Giordano Comune di Baveno
- Premio Giacomo Puccini Torre del Lago
- Premio Cilea di Reggio di Calabria
- Gigli d’Oro Comune di Recanati
- Premio Liguria Comune di Genova
- Premio E. Mazzoleni Palermo
- Mascagni d’Oro Bagnara di Romagna
- Premio Giuditta Pasta Saronno

## Diskografie
- La Traviata. Orchestra del Teatro Regio di Parma, dirigent: John Neschling. SoloVoce
- Puccini Arias. Orchestra dell'Arena di Verona, dirigent: Marco Boemi. Decca
- Daniela Dessì sings Verdi. Orchestra della Fondazione Toscanini, dirigent: Steven Mercurio. Decca
- Umberto Giordano, Andrea Chénier. Armiliato, Guelfi, Rinaldi; Orchestra Sinfonica Verdi Milano, dirigent: Vjekoslav Šutej. Universal
- Love Duets'. dirigent: Marco Boemi. Philips
- Giacomo Puccini, Madam Butterfly'. Armiliato, Pons, dirigent: Plácido Domingo. Dynamic
- Giacomo Puccini, Tosca'. Armiliato, Raimondi. Opus Arte (BBC)
- Giuseppe Verdi, Aida. Armiliato, Fiorillo. Opus Arte (BBC)
- Giacomo Puccini, Manon Lescaut. Armiliato, Vanaud, Mercurio. Real Sound
- Enrico Toselli, Le Romanze Ritrovate. Armiliato, klavír: Leonardo Previero. Real Soun
- Francesco Cilea, Adriana Lecouvreur. Borodina, Larin, Guelfi; Rizzi-Brignoli. TDK
- Domenico Cimarosa, Gli Orazii e i Curiazii. Angeloni, Bolognesi, Alaimo; dirigent: De Bernart. Bongiovanni
- Antonio Vivaldi, Il Farnace. Dupuy, Angeloni, Malakova, Gamberucci; dirigent: De Bernart. Arkadia Fonit Cetra/Agora Musica
- Gioacchino Rossini, Il barbiere di Siviglia. Raffanti, Depuy, Portella; dirigent: Zedda. Frequenz
- Gioacchino Rossini, Ciro in Babilonia. Palacio, Calvi, Antonucci; dirigent: Rizzi. Bongiovanni